# Izvedeni finančni instrument
Izvedeni finančni instrument (angl. derivative) je pogodba, po kateri pogodbenici pridobita pravico ali se zavežeta, da bosta opravili določena dejanja v zvezi z osnovnim sredstvom. Osnovno sredstvo je lahko finančni vrednostni papir, indeksi, obresti, bonitetna ocena, surovine, valuta, blago, plemenite kovine itd.

## Vrste
Pogodbe o izvedenih finančnih instrumentih so lahko »over-the-counter« ali pa se z njimi trguje na borzi. Pri prvi možnosti se pogodbenici prosto dogovorita o parametrih izvedenih finančnih instrumentov, kot tudi o prisotnosti ali odsotnosti poziva h kritju (praviloma je vsaj ena od njih finančna institucija), brez kakršne koli standardizacije pogodb. Pri drugi možnosti — borzni izvedeni finančni instrumenti — so parametri pogodbe standardizirani z borzo, na kateri se trguje z instrumenti, z obveznim pozivom h kritju. Poleg tega je pri tej vrsti borza vedno ena od pogodbenic v pogajanjih, odgovorna za poravnavo vseh transakcij. Prav tako lahko trgujete prek CFD (pogodba za razliko v ceni). Ta vrsta pogodbe zagotavlja več finančnega vzvoda, saj je na začetku transakcije potrebno majhno gotovinsko plačilo ali pa sploh ne.

### Glavne vrste
Nestandardizirana terminska pogodba (angl. Forward) – kupec in prodajalec se zavezujeta, da bosta v prihodnosti kupila ali prodala določeno količino blaga (blaga ali finančnih sredstev) po ceni, določeni na dan sklenitve pogodbe.
Standardizirana terminska pogodba (angl. Futures) je pogodba, v kateri sta nakup in prodaja sredstva določena po določeni ceni na datum v prihodnosti.
Opcijska pogodba je pogodba, ki daje kupcem ali prodajalcem pravico, ne pa tudi obveznost, da kupijo ali prodajo osnovno sredstvo v prihodnosti (datum poteka opcije) po vnaprej določeni ceni (izvedbena cena opcije ali "strike price").
Zamenjava (swap) je trgovska in finančna menjalna transakcija, ki določa tok plačil med pogodbenicami na različne datume v prihodnosti.